# 코일건
코일건(CoilGun)은 하나 혹은 여러개의 전자기 코일을 이용하여 고속의 자기 추진력을 발생시키는 발사체 무기의 일종이다. 레일건과 구별한다.

## 어원

3개의 코일, 총신, 강자성 발사체로 구성된 코일건 개략도. 각 코일은 고속 방전 에너지 저장소인 캐패시터 뭉치와 추진체를 빠르게 가속하는 자기장을 발생장치를 순차적으로 구동하는 장치에 연결된다.

코일건이란 명칭은 추진체를 가속하는 데 사용된 전자석을 구성하는 전선으로 만들어진 코일에서 유래했다.
SF에서 종종 등장하는 가우스 건과 코일건이 같은 것이라고 생각하는 이들도 있지만, 가우스건이라는 이름은 자기력의 단위인 가우스 단위계에서 유래한 것으로 가우스힘, 즉 자기력을 이용하는 모든 병기를 가리킨다. 즉, 가우스건은 코일건과 레일건 둘다를 가리키는 것이라 보는게 맞다.
가우스건의 이름인 가우스라는 말은 자기력을 정량화한 카를 프리드리히 가우스의 이름에서 따온 것이지만, 가우스건과 카를 프리드리히 가우스는 직접적인 관계가 없다.

## 발명
코일건은 노르웨이의 물리학자 크리스챤 비르케란드가 1934년에 발명하였다. 하지만, 어디까지나 원리를 제기한 것에 그쳤으며 당시 기술로는 제대로 작동할 수 없었기에 실용화에는 미치지 못했다.

## 원리
전류가 흐르는 코일에는 도넛 모양 자기장이 생기고, 이 자기장이 투사체를 한쪽으로 끌어당긴다. 탄자가 첫 번째 코일을 지나가면 첫 번째 코일은 꺼지고 두 번째 코일이 켜진다, 마찬가지로 두 번째를 지나면 세 번째가 켜지는 식으로 코일을 지나가면 갈수록 탄자는 가속된다. 그리고 마지막 코일에 도착했을 때 코일의 전원을 꺼주면 탄자는 그때까지 받은 속력으로 최대속도에 다다르게 된다.

## 계산
캐패시터에 저장된 전기 에너지:
{\displaystyle E={CV^{2} \over 2}}
추진 운동 에너지:
{\displaystyle E_{K}={mv^{2} \over 2}}
캐패시터 최대 전류:
{\displaystyle V.{\sqrt {C \over L}}}
캐패시터 방전 시간:
{\displaystyle \pi {\sqrt {LC}} \over 2}
코일 인덕턴스:
{\displaystyle L={\frac {0.8r^{2}N^{2}}{6r+9l+10d}}}

L = 인덕턴스 µH

r = 코일의 평균 반지름

l = 감은 코일의 총 길이

N = 코일을 감은 회수

d = 코일의 두께 (i.e., 외부반경에서 내부반경을 뺀 것)

## 같이 보기
- 카를 프리드리히 가우스
- 레일건
- 솔레노이드